# Kashmir (hudební skupina)
Kashmir je dánská rocková skupina, založená v roce 1991. Členy skupiny jsou: Kasper Eistrup (zpěv, kytara), Mads Tunebjerg (baskytara) Asger Techau (bicí) a Henrik Lindstrand (klávesy, kytara). Na jejich albu No Balance Palace se podíleli i David Bowie a Lou Reed.

## Diskografie
Studiová alba
- 1994: Travelogue
- 1996: Cruzential
- 1999: The Good Life
- 2003: Zitilites
- 2005: No Balance Palace
- 2010: Trespassers

EP
- 1991: Child of Kashmir (demo)
- 1992: Kashmir Cabaret (demo)
- 1995: Travelogue: The EP
- 1995: The Epilogue EP
- 2001: Home Dead
- 2003: A Selection of Two Lilies EP
- 2010: Extraordinaire EP

Kompilační album
- 2011: Katalogue

Koncertní album
- 2008: The Aftermath